# RPG Maker XP
RPG製作大師XP（日語：RPGツクールXP）是Enterbrain在PC上出版的第四套RPG製作大師系列軟體。

## 特色
- 畫質進一步提升
- RGSS，讓使用者和開發者更容易開發遊戲
- 資料庫調整：
  - 角色設定：
    - 以往2000系列限制能力值最高為999，但隨著程式設計的改變，XP的能力值上限大幅度上升，可惜最多也只能到9999（HP和SP）和999（其他屬性），敵方HP和SP最高則可以達到999999（但用普通方式輸入最多只能輸入99999）
    - 臉圖設定、二刀流、影片播放、AI控制取消，且無法空手戰鬥（但皆可以藉著RGSS的設計來彌補）。

  - 新增「職業」設定：
    - 2000系列中的角色欄位之「特殊技能學習」、「狀態有效」、「屬性有效」被轉移到此分頁設定，可裝備的武器和防具也改到此區設定。

  - 道具設定頁一分為三：
    - XP中的道具設定分頁從僅有一個道具分頁分為「武器」、「裝備」和「物品」，而物品也不能設定只有哪些人可以使用。

  - 屬性、用語和系統整合為同個介面。
- 地圖設定部分：
  - 事件頁面新增每個事件各自獨立的「獨立開關」選項。
- 地圖元件部分：
  - 在拼製時，是選擇一張Tilesets進行製作地圖，因此製作上自由度高。
- XP的素材設定由於經過大改變，多半不能與2000通用，使得2000系列的遊戲要移植到XP時困難重重。

## 画面
- RPG製作大師系列中，RPG Maker XP首先支援640x480解析度，過往的版本僅支援320x240的解析度。
- 支援全彩，不再有256色限制，這使得RPG Maker XP能夠製作更高畫質的RPG遊戲。
- 由於擔心硬體相容性的問題，Enterbrain決定只使用軟體模式進行繪製（Software-mode rendering）。幀率一般為每秒20幀，開啟平滑模式為每秒40幀。
- 雖然RPG Maker XP本身只支援640x480的解析度，但透過一些非官方提供的方法（使用RGSS及呼叫Windows API SetWindowPos/MoveWindow），可以突破640x480的限制。

## 系統需求
- 作業系統：Microsoft Windows 98/98SE/ME/2000/XP/Vista/7
- 中央處理器：800 MHz
- 記憶體：128MB
- 顯示配接器
- 音效卡：與DirectSound相容之音效卡
- 100MB以上之磁碟空間
- 另外，本作中文版和2000不一樣，和2003則是相同，運行時需要將安裝光碟放置於光碟機中才可以啟動。

## Ruby遊戲腳本系統（RGSS）
在RPG製作大師系列中，RPG Maker XP使用Ruby程式語言架構的腳本系統，以Ruby基礎架構內建圖形、音效等形成的系統，便稱之為RGSS（Ruby Game Scripting System）。這使得RPG Maker XP製作的遊戲可以很容易強化、擴充。系統非常容易學習，而有經驗的程式設計師可以使用RGSS撰寫複雜功能（尤其使用Windows API——Win32API 類）。

### 內建的模块和類別
RPG Maker XP中的RGSS腳本大部份都宣告於內建腳本編輯器之中。但有一些模塊和類別是內建的，由系統底層生成的圖形、音效功能，會以動態調用Microsoft DirectX來實現這些功能，並非以RGSS腳本的形式宣告，以增加效率，因此同時無法放出Ruby源代碼，大概可以分為四類：
- 音效
  - Audio（音效模块）
- 画面绘画
  - Graphics（画面模块）
  - Sprite（精灵类）
  - Bitmap（位圖類）
  - Tilemap（元件类）
  - Window（窗口类）
  - Viewport（显示区域类）
  - Plane（平面類）
  - Font（字体类）
  - Color（颜色类）
  - Tone（色调类）
- 系统
  - Input（输入模块）
  - Table（表单类）
  - Rect（矩形类）
  - RGSSError（RGSS内部异常类）
- Ruby库
  - Zlib（压缩模块）
  - Win32API（Windows API）

但是RGSS中也有使用脚本的形式宣告：
- RPG（數據庫模塊）
  - RPG模塊包含很多類（class），這些類的定義都是以Ruby表示（可以從RPG Maker XP的說明文件中查到源代碼），用於讀取數據庫的內容。

注：部份的內建模块和類別在RPG Maker XP附帶的說明中可以找到使用方法。

### 内建函数
RPG Maker XP中也添加了些函數，其中能以Ruby源代碼表示的有兩個：
- load_data(filename)
- save_data(filename)

其源代碼可以從RPG Maker XP附帶的說明文件中查看，而不能以Ruby腳本表示的兩個：
- p(obj[, obj, ...])
  - 以Object.insect的方法print出来
- print(obj[, obj, ...])
  - 本来print是Ruby的标准输出，但是RGSS重定义为使用Windows的对话框弹出

## 素材
RPG Maker XP定義了各種不同的素材格式。
圖片方面可支援png、jpg、bmp三種圖檔格式，部分素材在匯入資料庫時，可自由選取一種顏色做為透明色，呈現在遊戲內部時是去背狀況。
以下是Graphics資料夾底下各子資料夾的名稱意義：
- Animation：動畫圖片，由固定的192x192像素規格圖片，連續五張橫向排成一列，縱向尺寸不拘，可自由往下衍伸。通常用於戰鬥中、或是地圖上當做角色心情動畫。
- Autotiles：可自動連結起來的地形，像是室內地圖中用以做為天花板的隔間、水流、地板。
- Battlebacks：戰鬥背景。
- Battlers：戰鬥時出現的靜態敵方圖像，我方圖像也放這裡。
- Charactor：角色的行走圖，一個人物一張圖像，放置該角色的4個方向的連續4張動作圖，合計16張樣式。
- Fogs：迷霧，在地圖上有遮蓋效果，比如雲朵及樹蔭。
- Gameover：遊戲結束圖，尺寸為640x480像素。
- Icon：狀態、技能、物品小圖標，單一一張的規格是24x24像素。
- Panoramas：遠景圖，在設定上是與地圖元件綁在一起的。
- Pictures：可自行將欲加入遊戲中的圖片放入。比如過場CG、一些外裝腳本預設的素材放置地點。
- Tilesets：地圖元件，圖像規格是以事件格的32*32像素為一個單位，8個橫向排成一列，共256像素，而縱向尺寸無限制，因此能自由往下添加。
- Titles：遊戲標題圖，尺寸為640x480像素，可從編輯介面的資料庫中，系統頁面更換選擇標題圖。
- Transition：轉場效果。
- WindowSkin：視窗系統圖，用於對話框、選單介面、商店介面等。

音效與音樂：除了WAV和MIDI檔以外，也支援MP3、WMA和OGG檔。

## VALUE!版
VALUE!版是本軟件的增強版，與通常版的區別有：
- 支持Windows Vista（通常版要版本号升级为1.02才支援）
- 用户认证只需要一次
- 由5个范例游戏增加到11个
- 价钱重新调整

## 外部連結
- ツクールweb (RPG Maker系列官方網站) （日語）
- RPG Maker XP官方介紹頁 （日語）
- 英文版官方網站（页面存档备份，存于） （英文）
- 巴哈姆特RPG製作大師哈拉板（页面存档备份，存于） （繁體中文）
- 英特衛多媒體（页面存档备份，存于） - RPG Maker XP 台灣代理官方網站（繁體中文）